# 中国乐队
〈中国乐队〉（英語：Band in China，或译中国劲乐团）是美国的情景喜剧動畫劇集《南方公园》第二十三季的第2集，总排序為第299集。该集于2019年10月2日在美国喜剧中心频道首播，以戏谑的口吻嘲讽美国的电影和电视节目為了中国市场而刻意迎合中国的审查制度，自我审查內容。由于出现小熊维尼、劳动改造、第十四世达赖喇嘛、中华人民共和国器官移植、同性戀等敏感内容，影片连同整部剧集在中国大陆网络遭到全面封杀。
題目「Band in China」是雙關語，即「Banned in China」（在中國被禁）。

## 剧情
斯坦·马希正在房间里写歌时，兰迪·马希向家里人宣布打算将特格迪（又译“气节”）农场（Tegridy Farms）的大麻市场拓展到中华人民共和国的计划。他登上前往中国的航班时，发现有许许多多的人都像自己一样到中国赚钱，包括迪士尼和漫威电影宇宙的一众角色，不禁感到愤怒。航班抵达中国后，海关发现兰迪的行李装满了大麻，当场通知警察逮捕他。兰迪被送到监狱，看到囚犯遭到虐待之余，也体验到了恶劣的生活条件。兰迪在獄中遇到了小熊维尼和小猪皮杰。维尼说，他们在中国遭到封杀，便一直被囚禁于此。之后，兰迪到法庭接受审判，在庭审中央求中国人接纳特格迪大麻。后来，兰迪和迪士尼及漫威的一众角色相遇。怒气冲冲的米老鼠对着众人训话，说他们当中有人侮辱了中国政府，要求那个人站出来。兰迪将自己的大麻販售計畫告诉米老鼠，双方达成合作共识。米老鼠和兰迪向中国政府推销大麻，但对方不想了解。米老鼠后来说，他们之所以不愿意接受，是因为中国的网友将小熊维尼比作他们的国家领导人（习近平），引起他们不悦。与此同时，维尼和皮杰到街上寻找蜂蜜充饥，刚好在街角找到一罐。就在维尼大快朵颐的时候，兰迪当着皮杰的面用钢丝绳勒死了维尼。
斯坦、巴特斯·斯多奇、肯尼·麦克康米克和吉米·瓦勒莫组建的死亡摇滚乐队“赤色黎明”（Crimson Dawn）在南方公园镇的音乐节上表演。乐队演出前彩排时，一名音乐制作人找到他们，说希望给他们拍一部传记片用作宣传。他说，传统的专辑和巡演已经赚不了多少钱。制作人跟四个人讲解电影的创作构架时，特别提到不会拍摄乐队生活的某些方面，以便顺利通过中国的审查，打入当地的市场。拍摄每逢到了中国审查机制避讳的内容，例如同性戀、器官移植和達賴喇嘛時，制片人就会喊停。之后，斯坦开始创作修改版的剧本，他身旁的中国审查员每次看到他写不合适的内容，都会亲自用笔划掉。斯坦意识到，中国永远不会接纳他们乐队的传记电影，因为他们只会接受“普通、俗气”的东西。此时，埃里克·卡特曼和凯尔·布拉夫斯其从美国移民及海关执法局的拘留中心刑满释放，坐着巴士回到家，斯坦灵机一动，有了好主意。
斯坦为了拍戏，和以前指奸乐队的好友们重聚。拍到一半，斯坦改变了主意，拒绝将片子卖到中国，说自己认为任何人以这种方法拍戏都是没有意义的。与此同时，特格迪大麻在中国合法销售，一辆垃圾车将卖大麻销售盈利的现金倒在了农场门口。兰迪骄傲地跟家里人说，为了这一天，他把小熊维尼给杀了。

## 评价
影音俱乐部的约翰·休加尔（John Hugar）给予影片B级的评价，认为这一集拍的很好，较上一集有所改进。的丹尼·迪·普拉西多（Dani Di Placido）表扬了这集的政治讽刺，“有趣，有阴郁的洞察性”。相比之下，Den of Geek影评人乔·马塔尔（Joe Matar）的评分较低，只有2/5星。他批评本集的剧情和“浓密的幽默”，但称赞本集的主题。

## 中国大陆的封杀
由于这一分集涉及到许多中国敏感内容，该集播出之后，《南方公园》全剧内容在中国大陆遭到封杀：百度百科词条、贴吧、豆瓣页面、知乎页面、哔哩哔哩上的相关视频被禁止访问，百度等搜索引擎、新浪微博和微信公众号等各种社交媒体均禁止搜索和讨论所有《南方公园》相关话题。
香港時事評論員林和立在接受香港蘋果日報采访时表示，這一集以中國勞改營作為題材，正中北京方面的死穴，以致事後遭到全面封殺。
评论人士将〈中国乐队〉和该集播出两天后发生的莫雷事件进行比较：10月4日休斯頓火箭隊總經理达雷尔·莫雷在个人Twitter上发表了一则支持香港反修例示威的推文，导致中国驻休斯敦总领馆的抗议和中国篮协和中国赞助商停止与火箭隊的合作，莫雷删除了推文，NBA官方声明“令人遗憾（regrettable；或译‘后悔’）”，中国大陆之外的媒体、政治家和网民对莫雷和NBA的妥协表示不满。
《南方公园》两位创作人特雷·帕克及马特·斯通随后发布一则充满反讽的向中国「道歉」声明回应中国封杀，当中亦提到NBA莫雷事件。道歉聲明內容如下：
|  | 與美國職籃（NBA）一樣，我們非常歡迎中國審查員深入我們的家園與內心。我們愛錢，勝過自由與民主。習（近平）一點也不像小熊維尼。本週三10點，來收看我們的第300集動畫！偉大的中國共產黨萬歲！祝今秋高粱大豐收！我們現在和好了吧，中國？ |

在〈中国乐队〉的下一集〈注射！！！〉中，出现了「Fuck the Chinese government」（中国政府）等台词，被认为是借角色之口对中国封杀表态。
此事亦在香港产生回响。10月8日晚，有反送中支持者在深水埗区繁华地段举办〈中国乐队〉露天放映会，而11日的《头条新闻》亦有桥段恶搞《南方公园》被封杀事件。

## 脚注
1. ↑  原文sorghum harvest。一说认为由于sorghum音近organ，有影射organ harvest（器官摘取）意味在内[19][20][21]。